# 蒲原郡 (中國)
蒲原郡，又作蒱原郡，中国南北朝时设置的郡。
西魏恭帝二年（555年） 置蒲原郡，北周沿置，治所在广定县（今四川蒲江县北一里），隶属于邛州。下辖广定县、临溪县（今蒲江县西来镇城址村西北一公里）。辖境相当今四川省蒲江县和雅安市名山区东部。隋文帝开皇三年（583年）废蒲原郡，属县直属邛州。